# 朱術桂

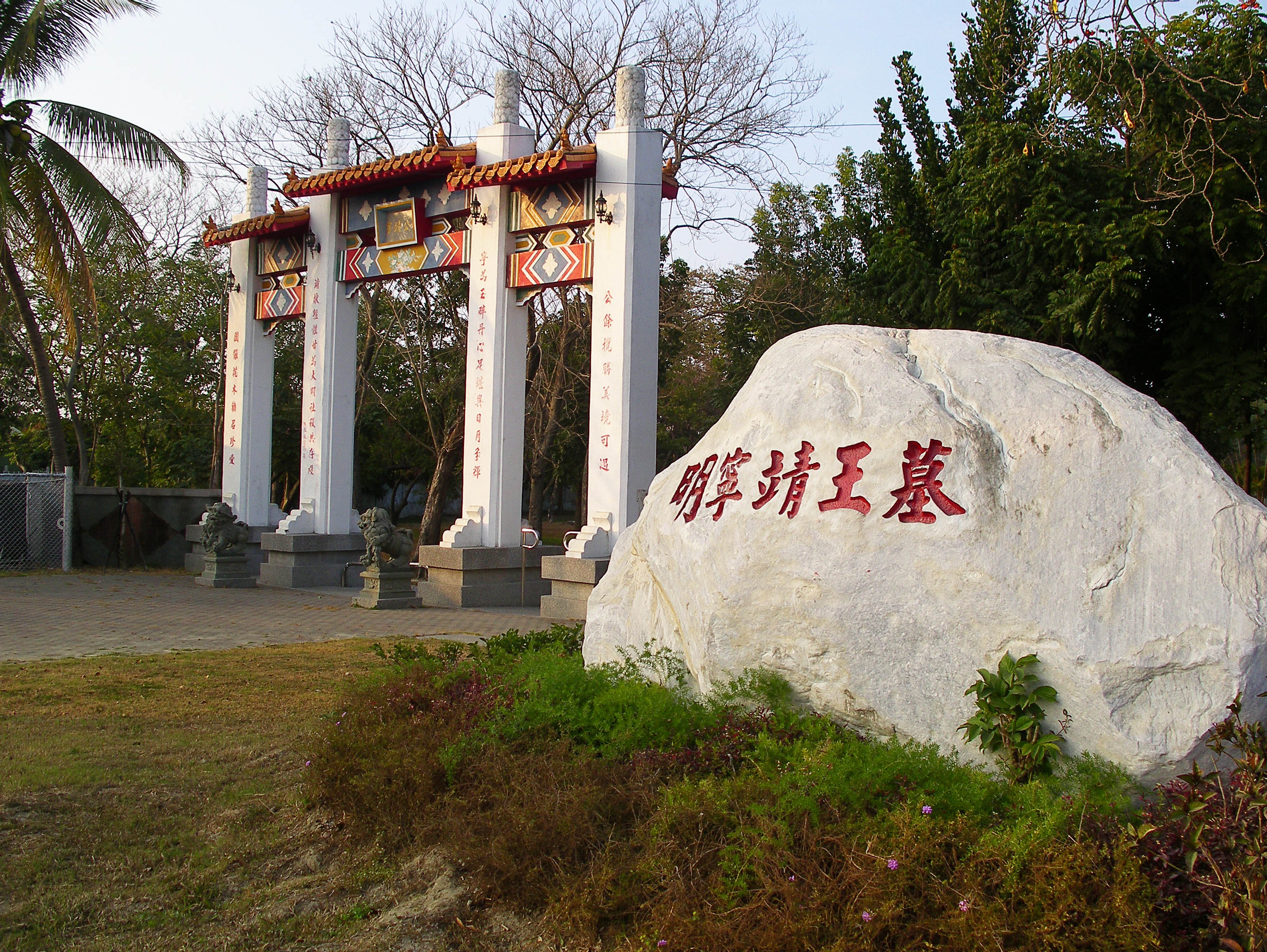
寧靖王墓入口

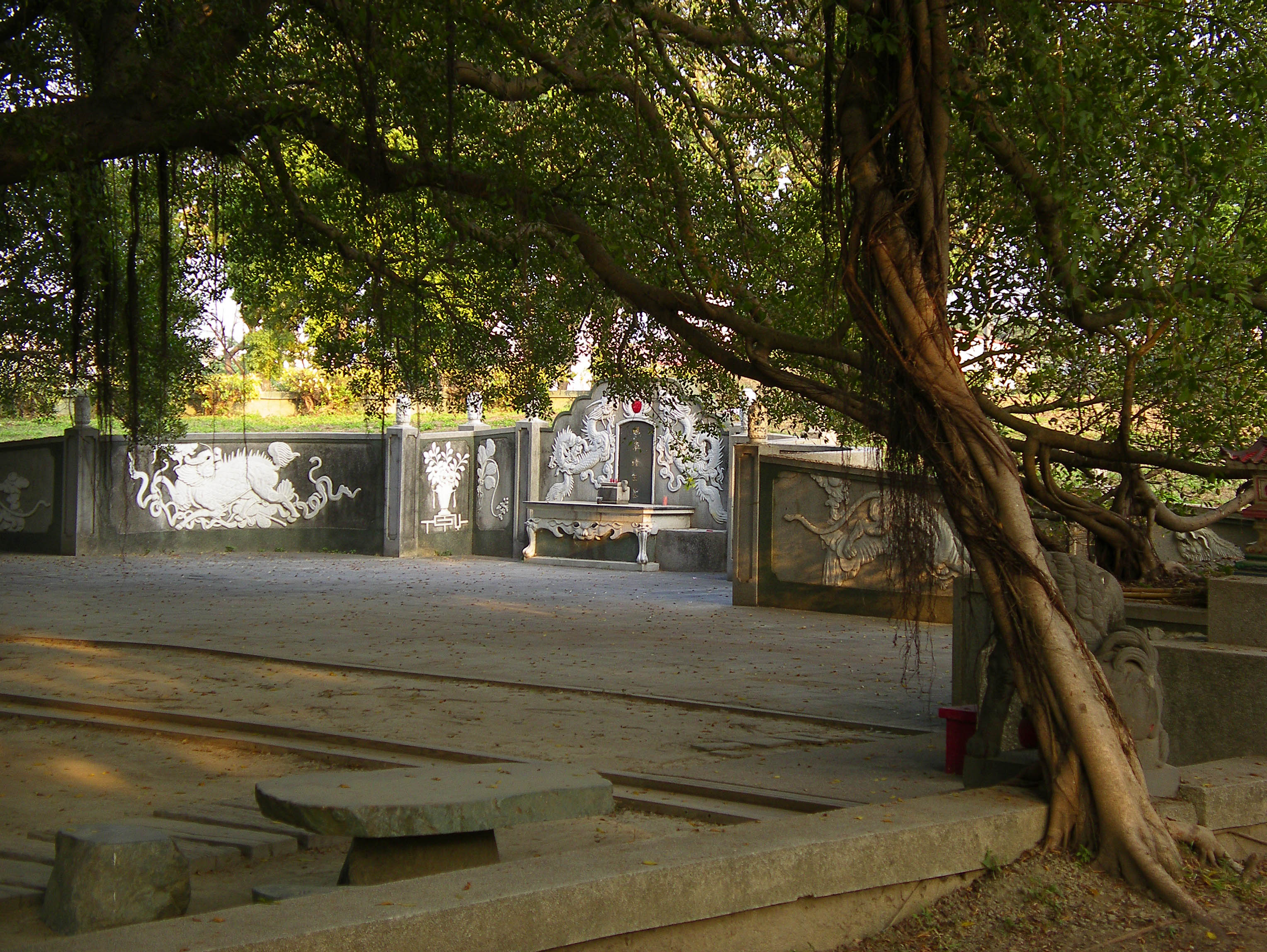
寧靖王墓

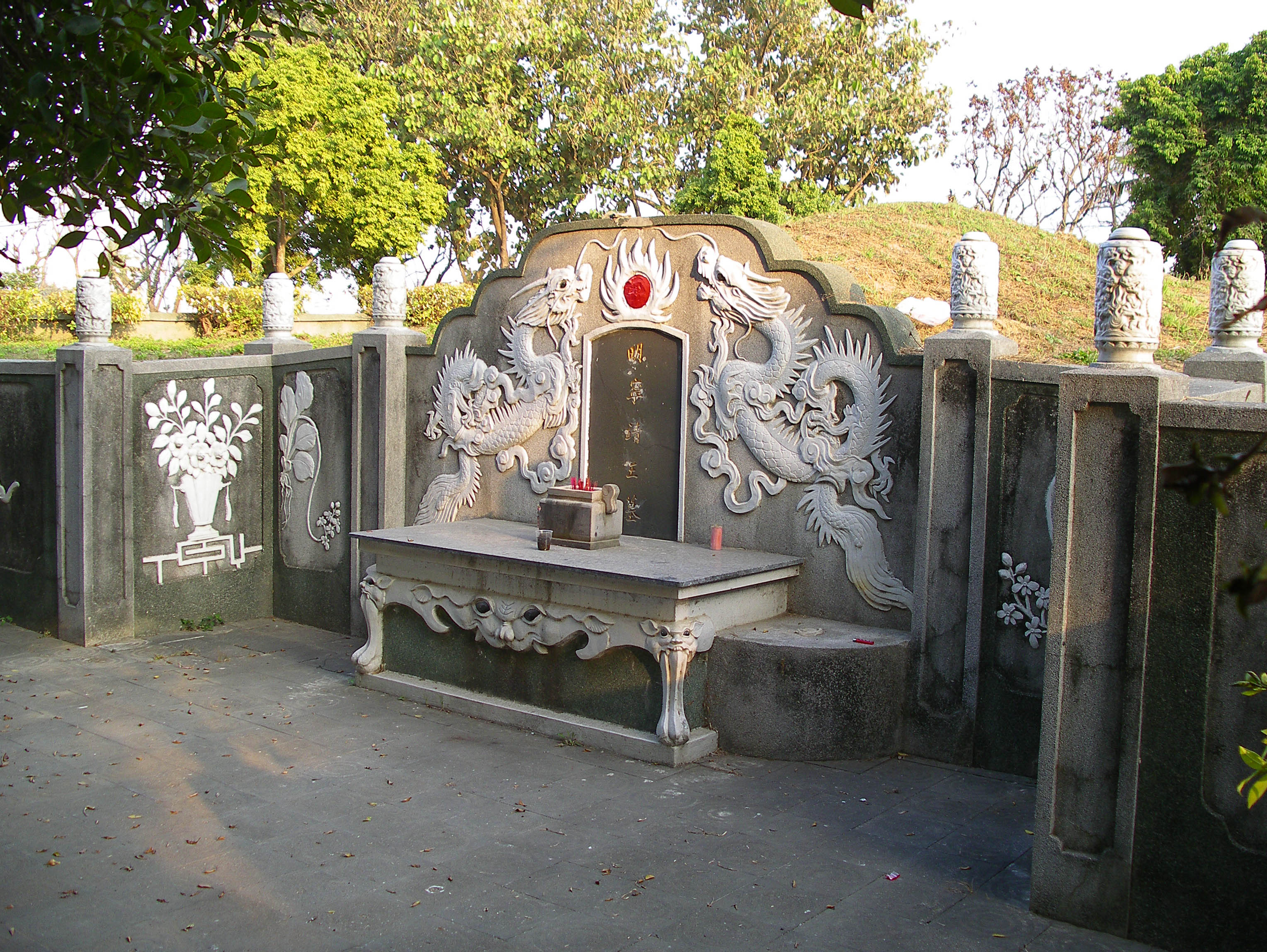
墓碑

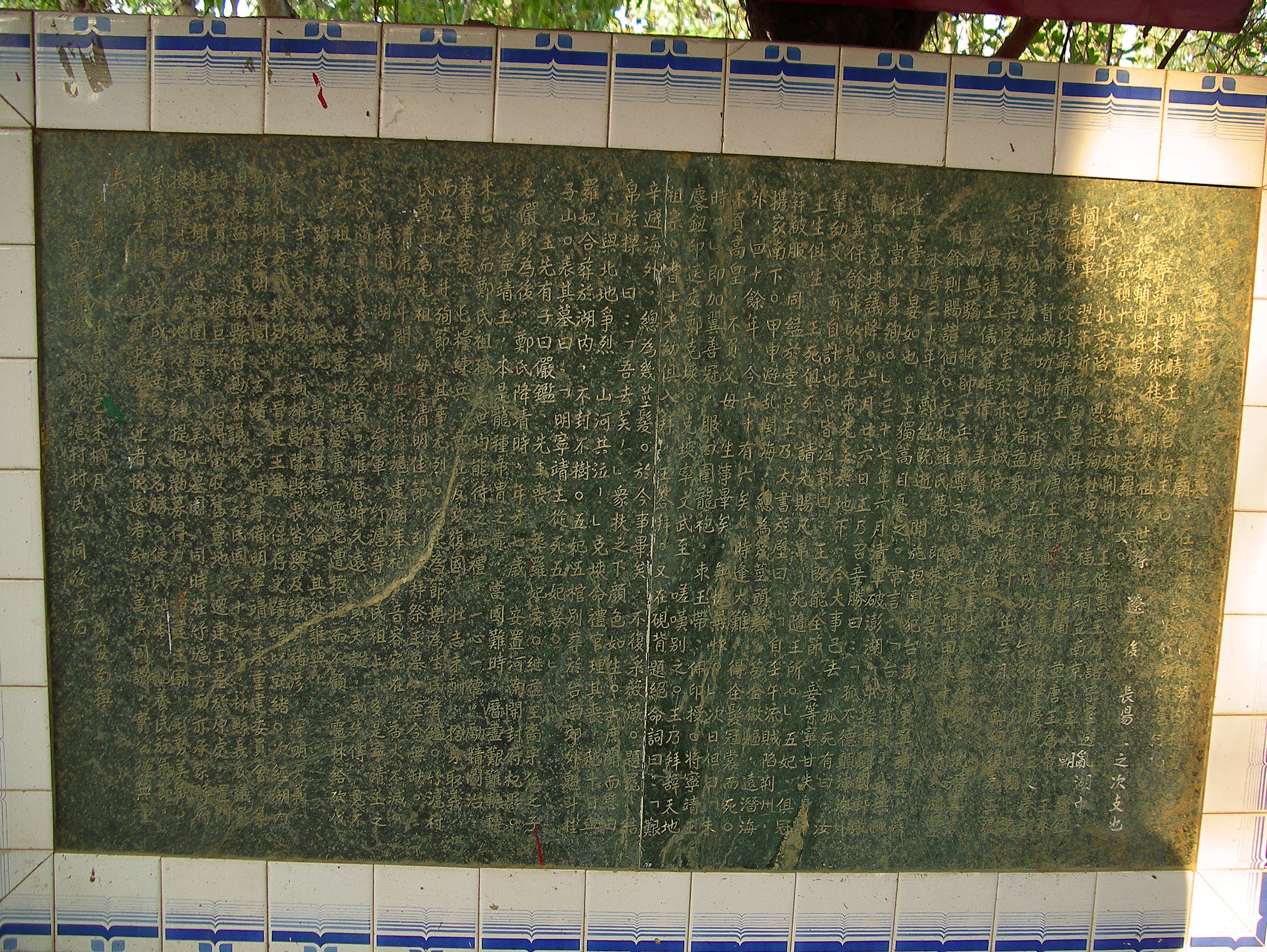
墓旁的碑文－寧靖王殉台始末記

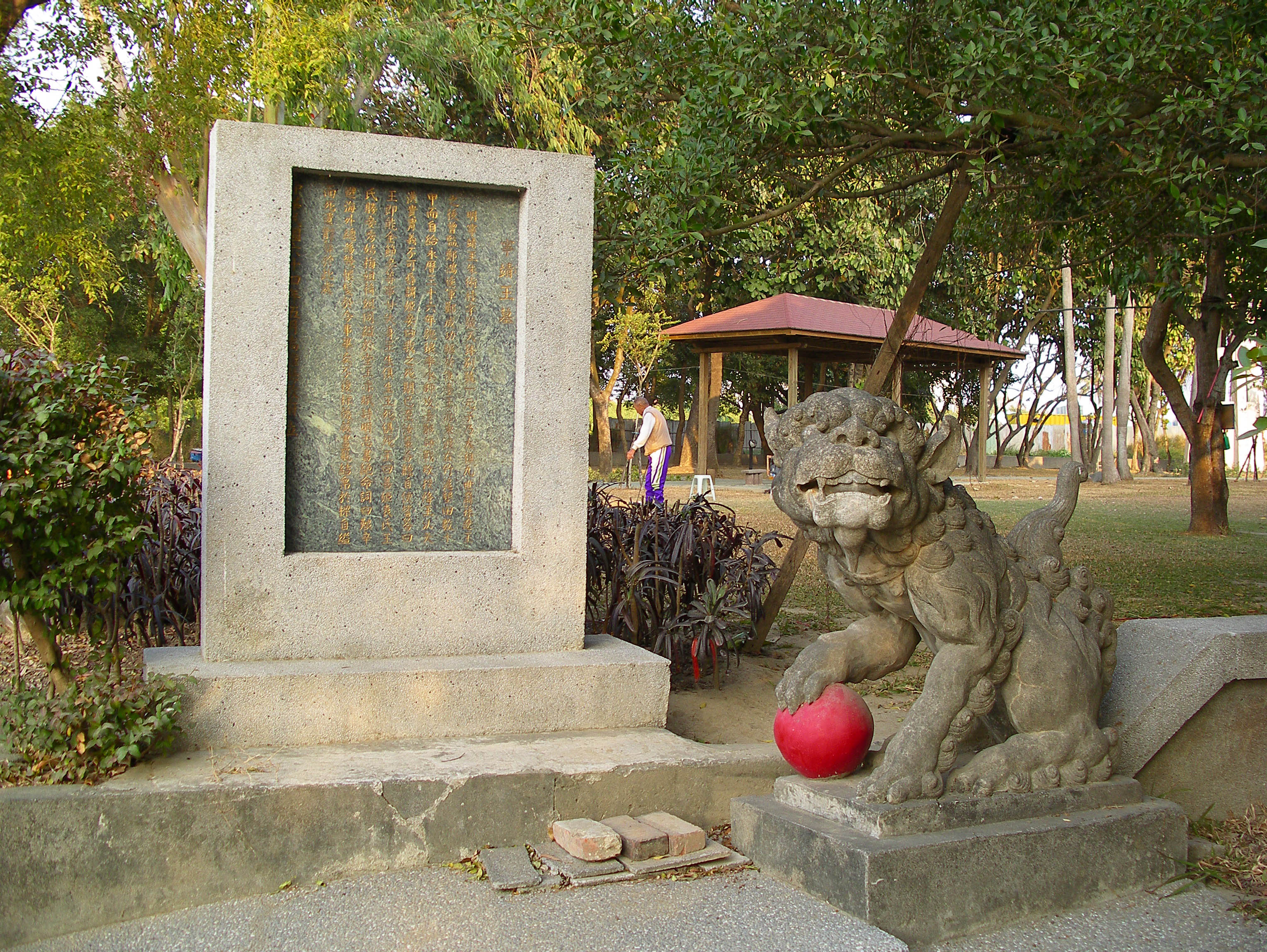
高雄縣政府於民國六十四年（1975年）5月在寧靖王墓旁所立的碑

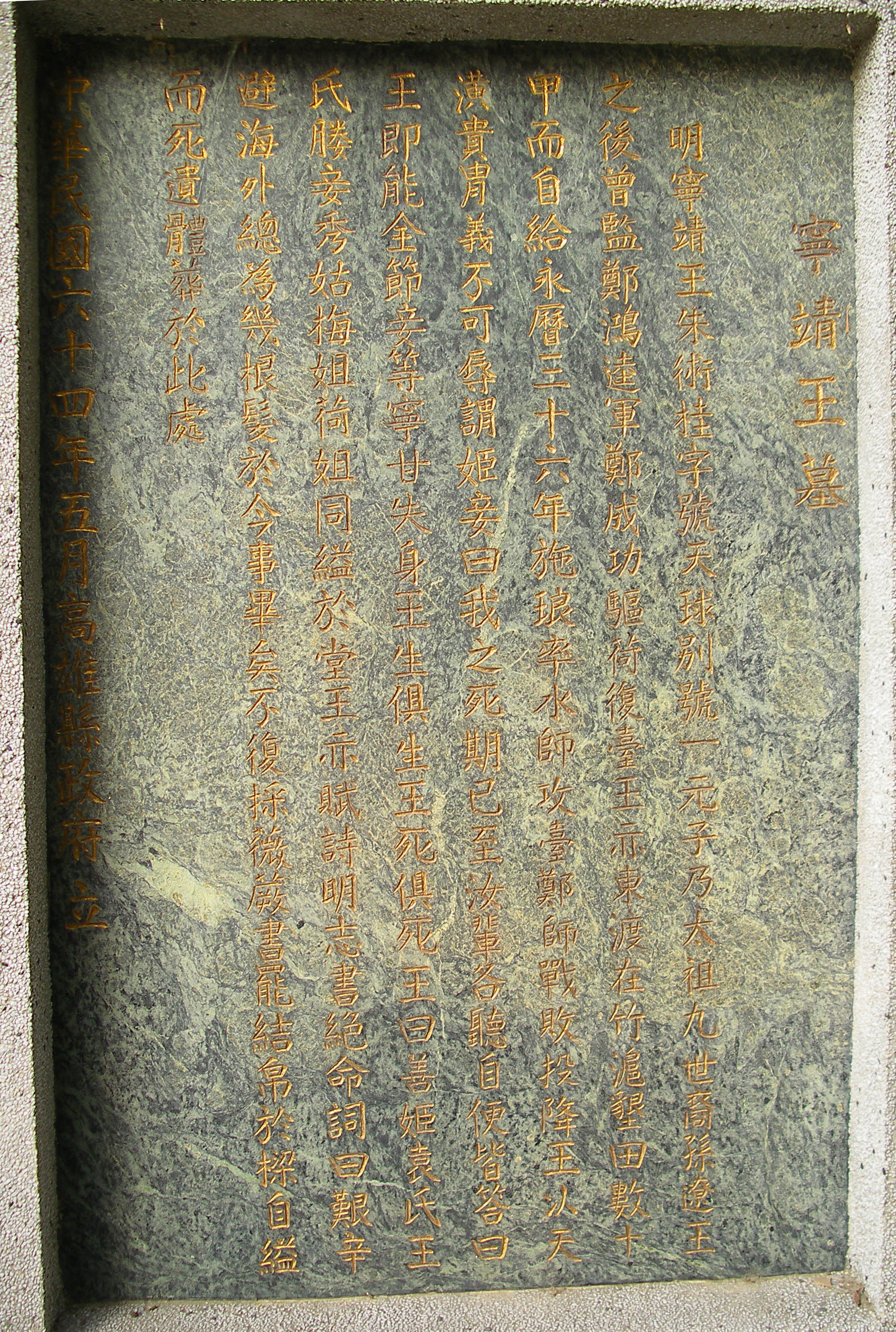
高雄縣政府於民國六十四年（1975年）5月在寧靖王墓旁所立的碑文

朱術桂（1617年10月24日—1683年7月21日），字天球，號一元子，遼簡王朱植八世孫，長陽王朱憲煥嫡二子，遼王朱術雅的胞弟，襲封長陽王，後改封寧靖王。湖廣荊州府（今湖北）人，祖籍直隸鳳陽府（今安徽），明朝宗室、郡王。

## 生平
萬曆四十五年九月廿五日（1617年10月24日）生，初授輔國將軍，封於荊州府（湖北）。
崇禎十五年（1642年），張獻忠攻陷荊州府，朱術桂與惠王朱常潤及宗室避居湖中。
崇禎十七年（1644年），崇禎帝自縊、明朝滅亡，福王在金陵稱帝，是為南明弘光帝，朱術桂與兄長長陽王朱術雅入朝，封為鎮國將軍。
隨著清軍南下，朱術桂逃亡過程中與兄長朱術雅失散，當時鄭遵謙從紹興府迎奉魯王朱以海為監國，由於不知其兄的生死下落，因此讓朱術桂襲封長陽王。
之後鄭鴻逵擁立唐王為隆武帝，朱術桂奉表慶賀，而隆武帝也承認他為長陽王。不久朱術桂得知兄長仍在世，上疏歸還王爵稱號，隆武帝遂改封他為寧靖王，前往方國安軍中擔任督軍。
清軍渡過錢塘江後，朱術桂逃亡，途中與監國朱以海會合，後來被鄭彩迎接到廈門。這時隆武帝已死，崇禎皇帝堂弟桂王朱由榔被擁立為永曆帝，朱術桂前往朝謁，永曆帝命他留在鄭鴻逵軍中監軍。永曆二年春（1648年）又命朱術桂同時督鄭成功之師。後來南明勢力逐漸崩潰，只有鄭成功保持較大力量，並在思明州（廈門）禮待避亂宗室，朱術桂前往投靠，鄭成功以王禮待之，讓他居住在金門和廈門兩島。
永曆九年（1655年）因為永曆帝和延平王鄭成功勢力相隔遙遠，永曆帝特准鄭成功設置六官方便施政，同時允許他委任官職，武官可達一品，文職可達六部主事。鄭成功每次拜封官員，都請朱術桂等明朝宗室在旁觀禮，以示尊重體制。
永曆十六年（1662年），鄭成功攻下台灣4個月後去世，鄭經繼位。永曆十七年（1663年）鄭經迎寧靖王朱術桂到台灣監軍，同行包括魯王世子朱弘桓、瀘溪王朱慈爌、巴東王朱尊江等諸明朝宗室及同鄉仕紳等八百多人。於承天府府署（今臺南市赤崁樓）旁的西定坊建立寧靖王府邸（原址後來改建東寧天妃宮），並供歲祿於朱術桂。後因經費不足，不再供祿，而將朱術桂編入民戶，移置萬年州竹滬莊（今高雄市路竹區）一帶墾拓，此地在荷蘭時期即為王田赤崁耕地，清水溪（二層行溪）南側的墾區之一，田園達數十甲，鄭氏並向其開徵田賦。:106
永曆三十五年（1681年），鄭經去世，鄭克塽繼位。永曆三十七年六月廿二日（1683年7月16日）施琅攻下澎湖之後，朱術桂此時決心殉國，便燒毀所有田契，盡分其田賞佃人，並捨寢宮與一元子園捐為佛寺，召集妾侍說：「孤不德，顛沛海外，冀保餘年，以見先帝、先王於地下；今大事已去，孤死有日，汝輩幼艾，可自計也。」隨侍在側的五妃（袁氏、王氏、秀姑、梅姐、荷姐）皆泣對曰：「王既能全節，妾等寧甘失身，王生俱生，王死俱死，請先賜尺帛，死隨王所。」而後相繼自縊於中堂。朱術桂親自殯殮，並將五妃之靈柩安葬於南門城外魁斗山後（當時屬於仁和里，今臺南市五妃廟址）。
朱術桂死前書於壁曰：「自壬午流賊陷荊州，攜家南下。甲申避亂閩海，總為幾莖頭髮，苟全微軀，遠潛外國四十餘年，今六十有六矣。時逄大難，得全髮冠裳而死。不負高皇，不負父母，生事畢矣，無愧無怍。」次日，即加翼善冠，服四團龍袍，束玉帶，佩印綬，將寧靖王麎鈕印送交鄭克塽。據日本《華夷變態》記載，朱術桂親自前往大關帝廟赴義。鄭克塽率文武至，嗟嘆別之。王乃拜辭天地祖宗。耆士老幼俱入拜，王答拜。又在硯背題辭世詩曰：「艱辛避海外，總為幾莖髮；於今事畢矣，祖宗應容納。」書罷從容就義，結帛於樑自縊，且曰「我去矣。」侍宦兩人亦從死其旁。眾扶之下，顏色如生，越十日葬於縣治，長治里竹滬與元配合焉，不封不樹，妾膢五棺埋於台南魁斗山，去其墓三十里，稱為五烈墓，又曰五妃祀。
朱術桂自縊殉國時，终年六十六歲。鄉人感其忠義，將他和元配羅氏、早夭之子朱儼鑑合葬於湖內村棚仔林中，墓地未做特別標示，並築偽墓一百多座，以混淆清軍的搜尋。

## 辭世詩
辭世詩為五言古體詩，「艱辛避海外，總為幾莖髮；於今事畢矣，祖宗應容納。」
一作「艱辛避海外，總為數莖髮，於今事已畢，祖宗應容納。」，或作「艱辛浮海外，總為數根髮，而今事畢已，祖宗應容納。」，又作「流離避海外，止為幾根髮；而今事已矣，祖宗應容納。」尚作「流離來海外，止賸幾莖髮；如今事畢矣，祖宗應容納。」還有數版本則不備載，此系列文句大同小異，旨意略同，應是傳抄時的版本問題。
另作「艱辛避海外，總為幾莖髮，於今事畢矣，不復采薇蕨。」末句「不復采薇蕨」較「祖宗應容納」為晚出，「蕨」字與「髮」字同韻部，較為合韻，用字文雅，且為周朝時伯夷隱居的典故，較無「祖宗」之思，可能是文人改寫，避免清朝官府的不滿。

## 相關資料
明寧靖王墓所在地位於現今高雄市湖內區湖內里境內，於昭和十二年（1937年）被發現，發現時為空棺，但村民仍於墓地四周建了一座四方形水泥土壘以作標幟。二戰結束後，由竹滬、湖內兩村民籌資重建，將此地的一百多座偽墓合建成一大墓。現今看到的墓園是民國六十六年（1977年）由高雄縣政府所修建，並於民國七十七年（1988年）指定為第三級古蹟，現為高雄市直轄市定古蹟。
高雄市路竹區境內有座寧靖王廟，廟中也書寫著朱術桂「艱辛避海外，總為數莖髮，於今事畢矣，祖宗應容納」的絕命詩。
今臺南市大天后宮本為寧靖王朱術桂之王府，清朝將軍施琅攻下澎湖後，朱術桂選擇殉國，遺命將其府邸改為天后宮，由吳英負責此事，完工時離施琅抵臺還尚有一個半月，當時稱為「東寧天妃廟」，故大天后宮今猶奉寧靖王神位為檀越主。

## 外部連結
- 高雄市湖內區公所 明寧靖王墓園導覽簡介

| 朱術桂 明朝出生于：1617年10月24日逝世於：1683年7月20日 | 朱術桂 明朝出生于：1617年10月24日逝世於：1683年7月20日 | 朱術桂 明朝出生于：1617年10月24日逝世於：1683年7月20日 |
| 統治者頭銜                                             | 統治者頭銜                                             | 統治者頭銜                                             |
| ------------------------------------------------------ | ------------------------------------------------------ | ------------------------------------------------------ |
| 新頭銜                                                 | 明朝監軍 1648年－1683年7月20日                         | 繼任： 無（明鄭滅亡）                                  |
| 前任： 永曆帝或定武帝 (有爭議)                         | 明朝宗室領袖 1662年或1663年－1683年7月20日             | 繼任： 無（明鄭滅亡）                                  |